# Billington (Bedfordshire)
Pour l’article homonyme, voir Billington.
Billington, est un village et une paroisse civile du Central Bedfordshire, en Angleterre.